# Бранивој Ђорђевић
Бранивој Брана Ђорђевић (Шабац, 21. јануар 1924 — Београд, 19. мај 1991) био је српски лектор, сценариста и професор дикције и глумац.

## Биографија
Рођен је у имућној трговачкој породици од оца Чедомира и мајке Марије Ђорђевић.

### Образовање
Основну и средњу школу је завршио у Шапцу. Као гимназијалац, ступио је у Шабачко занатлијско дилетантско позориште "Јанко Веселиновић".
После ослобођења, 1945. године прелази у  Београд где је упоредо завршио Драмски студио при Народном позоришту (1947) и Филозофски факултет на одсеку за јужнословенске језике и књижевност (1950).
Докторат филолошких наука са темом Акценат, квантитет гласа и дисање у говору на сцени, одбранио је 1962. године на Филозофском факултету у Сарајеву а на Филолошком факултету Универзитета у Београду докторирао је са темом: Законитости дикције српскохрватског књижевног језика.

### Занимања и преокупације
- Студијска истраживања објављивао је на Институтима у Москви, Лењинграду и Паризу од 1960. до 1973. године. Проучавао је: савремену методологију наставе дикције, експериментално-фонетску проблематику, лингвистику и психолингвистику.
- Био је глумац, затим лектор и редитељ, редовни професор  и продекан (1965-1967) Факултета драмских уметности у Београду и професор Факултета политичких наука, новинарски смер, у Београду.[2]
- Стални члан Драме Народног позоришта био је од 1947. до 1957. године.
- Сарадник Института за експерименталну фонетику Српске академије наука и уметности у Београду постаје 1951. године. Од 1954. године учествује у раду на пројекту: Испитивање емоција у уметничкој транспозицији, у оквиру огледа из експерименталне психологије.
- Стални лектор Југословенског драмског позоришта постаје 1954. године.[1]
- Лекторски рад је обављао, такорећи, у свим позориштима Србије, и у многобројним радио и телевизијским емисијама. Вршио је и тонску обраду домаћих играних филмова.[3]
- Доцент Академије за позориште, филм, радио и телевизију, за предмет Дикција је постао 1963, а ванредни професор 1969. године. Редован професор Факултета драмских уметности у Београду постаје 1974. године, а Продекан је од 1965. до 1967. године. Зачетник је, организатор и активни професор на последипломским студијама из Дикције српскохрватског језика од 1974. Под његовим менторством су завршене две докторске дисертације и три магистарска рада. Факултет је предложио Бранивоја Брану Ђорђевића за дописног члана Српске академије наука и уметности 1990. године.
- Стални хонорарни наставник је на Факултету политичких наука постао још 1974. године и то за предмет Стилистика са реториком, а Стални хонорарни наставник на Високој војно-политичкој академији, за предмет Реторика, постао је 1975. године.
- Био је стални предавач Дикције у Оперском студију Аде Пољакове у период од 1955. до 1958. године.
- Као професор Дикције радио је и у Средњој глумачкој школи и у Драмском студију у Српском народном позоришту у Новом Саду.[1] Ту је као гост режирао Јавленија и позорја (1971) и као лектор радио на представи Човек је човек (1984).[3]
- Професор је и оснивач Драмског студија у Бања Луци.
- Стални предавач по позиву Просветно-педагошког завода Републике Србије на Семинару за наставнике и професоре матерњег језика, за дикцију, за технику читања и рецитовања, логичку анализу текста и мелодику обликовања интерпункције постаје 1968. године.
- Био је креатор система превођења филмске дијалог-листе на српскохрватски језик при накнадном уснимавању тона.
- Био је аутор наставног програма предмета Дикција у високим уметничким школама на Академији сценских уметности у Сарајеву, на Академији уметности у Новом Саду и на Факултету уметности у Приштини.
- Руководио је семинаром из области дикције и реторике од 1974. године и основао је исте године прву Рецитаторску школу у Београду.
- Један је од оснивача београдског Позоришта "Беседе", 1972. године.

### Књиге, радови, чланци
Аутор је бројних радова, студија, књига, уџбеника и оригиналних позоришних дела, драматизација и адаптација, посебно лектура у Југославији.
Објавио је двадесет студија и четрдесет радова из области говорне културе и дикције, као и из говорне проблематике, у зборницима Института за експерименталну фонетику САНУ, у позоришним и филмским часописима и дневној штампи широм целе Југославије у периоду од 1955 до 1984. године и то: Позориште, Позоришна култура, Сцена, Филмска култура, Политика итд.
Објавио је 10 књига, 5 из области говорне културе и дикције, 4 уџбеника и једну драму.
1. Акценатски практикум. Ђорђевић, Бранивој, Београд, 1968.
2. Акценат, реторика, версификација. Ђорђевић, Бранивој,  Београд, 1970, 1975
3. Српскохрватски позоришни језик, књижевне и дијалекатске особине. Београд, 1974.
4. Дикцијске теме. Живановић, Ђорђе; Ђорђевић, Бранивој; Васић, Смиљка, Београд, 1978.
5. Законитости дикције српскохрватског књижевног језика (докторска дисертација).Ђорђевић, Бранивој, Београд, 1978.
6. Говорна култура за 4. разред усмереног образовања струка делатности у области културе и јавног информисања занимање спикер-водитељ програма. Ђорђевић Бранивој, Београд 1981.
7. Основи говорних облика у интерпретацији, приручник за рецитаторе и позоришне аматере. Ђорђевић, Бранивој, Београд 1981, 1982
8. Граматика српскохрватске дикције са практикумом.Ђорђевић, Бранивој, Београд 1984.
9. Елементи дикције, акценат, реторика, версификација. Ђорђевић, Бранивој, Београд, 1970, 1975, 1987, 1996.
10. Основи рецитовања. Ђорђевић, Бранивој, Нови Сад, 1989.
11. Здраво био ко тако чинио. Ђорђевић, Бранивој, Београд, Нови Сад, 1989.
12. Слово о Арсенију и народу његовом, драмска фреска. Ђорђевић, Бранивој, Нови Сад, 1990.

### Драме, адаптације и драматизације
Написао је седам оригиналних драма:
1. Коротанци - 1950.
2. Студентске игре - 1951.
3. Нови распис - 1952.
4. Кућа на углу -1954.
5. Плантажа ЈУГ - 1958.
6. Косовка девојка (либрето за балет Витомира Трифуновића) 1986.
7. Слово о Арсенију и народу његовом, посвећено 300. годишњици Велике сеобе Срба, 1990
8. Драма Кућа на углу која је преведена на мађарски, бугарски, румунски и македонски језик.

Адаптирао и драматизовао 15 књижевних дела за драмско извођење. Најизвођенија је Одбрана Сократова и смрт по Платоновом тексту и приказана је у режији аутора и извођењу глумца Љубе Тадића. Постигла је огроман успех куд публике и критике, играна је 20 година, преко 500 пута. Гостовала је на смотрама, фестивалима у земљи и иностранству. Снимљена је чак и на грамофонску плочу. Друга веома позната адаптација је под називом Прота Матеја Ненадовић.

### Улога глумца
Око 40 улога је остварио у Народном позоришту у Београду, у Шабачком позоришту и другим београдским позориштима.

### Редитељска пракса
Режирао је четрдесетак представа што у аматерским што у професионалним позориштима у: Београду, Шапцу, Новом Саду, Нишу, Суботици, Крагујевцу, Ужицу, Бања Луци и другим градовима широм Југославије

### Лекторски рад
Лекторски рад обухвата преко 300 представа у професионалним позориштима и седам лектура домаћих филмова.

### Тонска обрада
Тонски је обрадио преко 50 играних и сто документарних филмова.

### Институције, савези и удружења
- Председник Комисије за културу говора југословенских позоришта, Савеза драмских уметника Југославије
- Члан Савета Факултета драмских уметности, Комисије Факултета драмских уметности, Одбора Вуковог сабора, Комисије за културу говора Радио-телевизије Београд, Комисије за сценско-музичке делатности СИЗ-а културе Београда, Председништва Савеза аматерских позоришта у оквиру Културно-просветне заједнице Р Србије.

### Награде
Добитник је бројних вредних признања и награда, повеља, плакета, диплома, споменица и захвалница.
1. Годишња награда РТБ, 1981.
2. Изванредни Златни беочуг Града Београда, 1988.
3. Вукова награда за животно дело, 1990.
4. Награда 18. Сусрета војвођанских позоришта за однегован сценски говор, 1971.
5. Октобарска диплома Скупштине општине Велика Плана, 1978
6. Повеља Подринског Народног позоришта у Шапцу, 1981.
7. Захвалница Високе војно-политичке школе ЈНА у Београду, 1981.
8. Споменица Свете српске царске лавре Манастира Хиландара, 1982.
9. Повеља Народног позоришта "Љубиша Јовановић" Шабац, 1984.
10. Велика плакета и повеља Универзитета уметности у Београду, 1984.
11. Признање Савеза аматерских друштава Војводине, 1989.
12. Повеља Фестивала монодраме и пантомиме, Земун, 1996.

## Напомена
Комплетан опус Бранивоја Бране Ђорђевића се налази у каталогу изложбе одржане у Савезу драмских уметника Србије у Београду, 2003. године, чији је аутор, као и писац каталога била Ксенија Шукуљевић-Марковић.
|                   | 1960 | 1970 | 1980 | Укупно |
| ----------------- | ---- | ---- | ---- | ------ |
| Дугометражни филм | 1    | 1    | 0    | 2      |
| ТВ филм           | 0    | 4    | 6    | 10     |
| ТВ серија         | 1    | 0    | 0    | 1      |
| Укупно            | 2    | 5    | 6    | 13     |

| Год.       | Назив                                | Улога \|- style="background: Lavender; text-align:center; " | 1960.е_ | 1960.е_ | 1960.е_ | 1960.е_ |
| 1968.      | Поход                                | /                                                           |         |         |         |         |
| 1968 1969. | ТВ Буквар (ТВ серија)                | /                                                           |         |         |         |         |
| 1970.е     |                                      |                                                             |         |         |         |         |
| 1970.      | Природна граница                     | /                                                           |         |         |         |         |
| 1971.      | Сократова одбрана и смрт (ТВ филм)   | /                                                           |         |         |         |         |
| 1971.      | Чудо (ТВ филм)                       | /                                                           |         |         |         |         |
| 1972.      | Болани Дојчин (ТВ филм)              | /                                                           |         |         |         |         |
| 1974.      | Лажа и Паралажа (ТВ филм)            | /                                                           |         |         |         |         |
| 1980.е     |                                      |                                                             |         |         |         |         |
| 1980.      | Коштана (ТВ филм)                    | /                                                           |         |         |         |         |
| 1981.      | Смрт пуковника Кузмановића (ТВ филм) | /                                                           |         |         |         |         |
| 1985.      | Коштана (ТВ филм)                    | /                                                           |         |         |         |         |
| 1986.      | Родољупци (ТВ филм)                  | /                                                           |         |         |         |         |
| 1988.      | Јазавац пред судом (ТВ филм)         | /                                                           |         |         |         |         |
| 1989.      | Стремницка (ТВ филм)                 | /                                                           |         |         |         |         |

## Сценариста
| Год.  | Назив                                    | Улога \|- style="background: Lavender; text-align:center; " | 1970.е_ | 1970.е_ | 1970.е_ | 1970.е_ |
| 1971. | Сократова одбрана и смрт (ТВ филм)       | /                                                           |         |         |         |         |
| 1976. | Беседе проте Матеје Ненадовића (ТВ филм) | /                                                           |         |         |         |         |

## Глумац
|                   | 1950 | 1960 | 1970 | Укупно |
| ----------------- | ---- | ---- | ---- | ------ |
| Дугометражни филм | 0    | 0    | 1    | 1      |
| ТВ филм           | 1    | 0    | 0    | 1      |
| Укупно            | 1    | 0    | 1    | 2      |
| Год.   | Назив                       | Улога \|- style="background: Lavender; text-align:center; " | 1950.е_ | 1950.е_ | 1950.е_ | 1950.е_ |
| 1958.  | Април и детективи (ТВ филм) | /                                                           |         |         |         |         |
| 1970.е |                             |                                                             |         |         |         |         |
| 1979.  | Личне ствари                | Професор на академији (као Др Бранивој Ђорђевић)            |         |         |         |         |

## Селф
| Год.  | Назив                                                     | Улога \|- style="background: Lavender; text-align:center; " | 1980.е_ | 1980.е_ | 1980.е_ | 1980.е_ |
| 1989. | Добрица Милутиновић, међу нама (Кратки документарни филм) | Лично (као Др Бранивој Ђорђевић)                            |         |         |         |         |